# Moieciu
Moieciu (en allemand : Mösch) est une commune roumaine du județ de Brașov, dans la région historique de Transylvanie. Elle est composée des six villages suivants:
- Cheia
- Drumul Carului
- Măgura
- Moieciu de Jos (en hongrois: Alsómóesc), siège de la commune
- Moieciu de Sus
- Peștera

## Localisation
Moieciu est située à l'extrémite sud du comté de Brașov, a la pied du Monts Piatra Craiului, dans la dépression du Bran, à 41 km du centre-ville de Brașov.

## Monuments et lieux touristiques
- Église « Assomption de Marie » du village de Cheia (construction 1813), monument historique
- Église « Saint Nicolas » du village de Moieciu de Jos (construction 1761), monument historique
- Réserve naturelle Cheile Zărneștiului-Cheile Vlădușca (aire protégée avec une superficie de 110,80 ha
- Réserve naturelle Abruptul Bucșoiu - Mălăiești - Gaura (113 ha)
- Réserve naturelle Vama Strunga (10 ha)
- Réserve naturelle Peștera Liliecilor (grotte avec une superficie de 4,78 ha)